# Port lotniczy Trondheim-Værnes (przystanek kolejowy)
Værnes – kolejowy przystanek osobowy w Værnes, przy porcie lotniczym, w okręgu Trøndelag  w Norwegii, jest oddalony od Trondheim o 33 km. Położony na wysokości 5 m n.p.m. Budynek stacyjny oddany do użytku w 1994.

## Ruch pasażerski
Należy do linii Nordlandsbanen. Jest elementem kolei aglomeracyjnej w Trondheim i obsługuje lokalny ruch do Trondheim S i Steinkjer.  Pociągi odjeżdżają co pół godziny w godzinach szczytu i co godzinę poza szczytem.

## Obsługa pasażerów
Wiata, poczekalnie, schody ruchome, automat biletowy, wózki bagażowe, parking rowerowy, parking na lotnisku, telefon publiczny, przystanek autobusowy, kawiarnia, postój taksówek, liczne udogodnienia dla podróżnych na lotnisku. Odprawa podróżnych odbywa się w pociągu.